# Sonoblok
Sonoblok va ser una companyia de producció i postproducció audiovisual creada el 1969 per Joan Monclús i Querol, Vicente Sos Masgomery (tots dos tècnics de so), Josep Codina i Orts i Roser Nogueras i Sammell, en representació legal de Carles Nogueras i Roca; també hi va participar des del primer moment Antoni Graciani i Roca.
Les seves instal·lacions consistien en uns estudis de doblatge ubicats a Barcelona. L'empresa és reconeguda per haver realitzat el doblatge al català i al castellà de nombroses pel·lícules estrangeres, com ara alguns títols de James Bond, les prequeles de Star Wars o Robocop. Encara el 2012, poc abans de tancar, encara s'havien llançat en postproducció de la nova tecnologia de «so immersiu» desenvolupada per l'empresa emergent Imm Sound.
El 2013, Sonoblok va suspendre pagaments i va tancar les portes. Va ser víctima de la crisi de l'audiovisual i de la recessió mundial: la baixa de la producció a Hollywood va repercutir-se a Catalunya: d'una dotzena per any, ultímament només n'hi havien dos o tres. Des del 1969 havien sonoritzat o doblat uns tres mil film i deu mil episodis televisius.
Les instal·lacions van ser aprofitades per altres empreses de postproducció: Ad Hoc Studios; integrada per antics treballadors de Sonoblok i Deluxe Spain; que ocupa l'edifici original de Barcelona.